# Mangora apobama
Mangora apobama là một loài nhện trong họ Araneidae.
Loài này thuộc chi Mangora. Mangora apobama được Herbert Walter Levi miêu tả năm 2007.